# Szenegál
Szenegál (francia: Sénégal; volof: Senegaal) hivatalos teljes nevén Szenegáli Köztársaság nyugat-afrikai ország, mely afrikai viszonylatban a kis országok közé tartozik; de Magyarországnál kicsit több mint kétszer nagyobb területtel rendelkezik. Az ország az Atlanti-óceán partján fekszik. Szomszédai északon Mauritánia, keleten Mali, délen Guinea és Bissau-Guinea, nyugaton Gambia, ami beékelődik az országba.
Az egykori Francia Nyugat-Afrika központi területe, amely a függetlenségét 1960-ban nyerte el. A súlyosan eladósodott, szegény országok közé sorolják, viszonylag alacsony emberi fejlettségi indexszel. A gyors népességnövekedés és az magas államadósság az 1980-as évektől kezdődően elszegényedéshez és növekvő társadalmi feszültségekhez vezetett a korábban virágzó Szenegálban, amit Casamance 1982 óta tartó függetlenedési kísérletei is tetéztek. Ennek eredményeként az ország egyre inkább a külföldi kölcsönöktől, valamint a fejlesztési segélyektől függött.
A történelem miatt a francia a hivatalos nyelv, de csak kevesen beszélik. Az országban több mint 30 nyelvet beszélnek, amelyek közül a volof a legszélesebb körben beszélt nyelv; a lakosság 80%-a beszéli első vagy második nyelvként  és lingua francaként működik a francia mellett. A lakosság nagy része a tengerparton él, és a mezőgazdaságban vagy az élelmiszeriparban dolgozik. További más jelentős iparágak közé tartozik a bányászat, a turizmus és a szolgáltatások. Az ország nem rendelkezik jelentős természeti erőforrásokkal.

## Etimológia
Legjelentősebb folyójáról, a Szenegálról kapta a nevét, amely az ország északi határfolyója.
A Szenegál név a portugál nyelvből származik. Az egyik vélemény szerint a berber zenaga vagy szanhaja népnevekből ered. A másik elmélet a helyi lakossághoz köti a név eredetét: vagy az egyik törzsi vallás vízistenségéhez, Rog Szenéhez vagy pedig a volof nyelv szavából, a szunu gaal-ból eredezteti, amely annyit tesz csónak, kenu.

## Földrajz

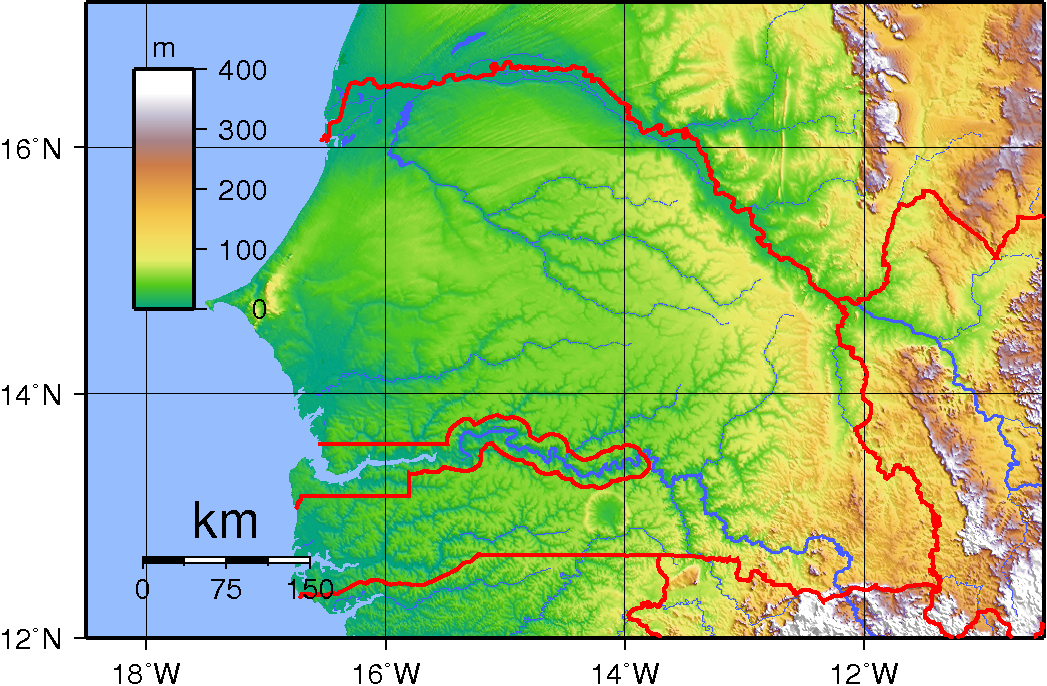
Szenegál domborzati térképe

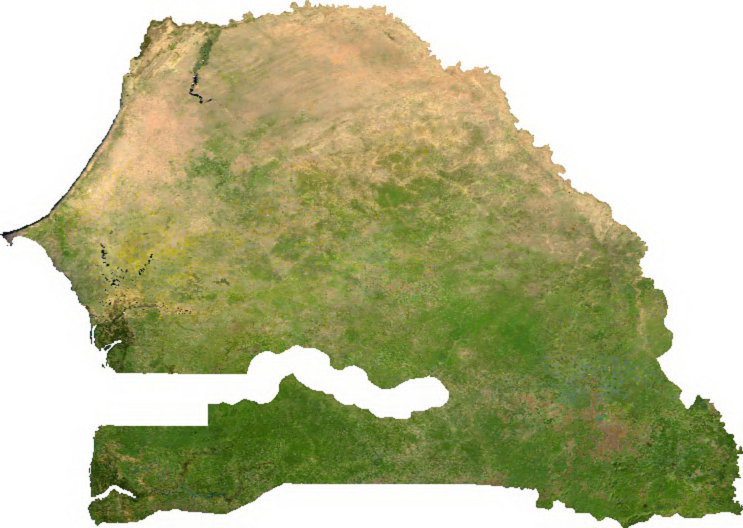
Műholdas képe

### Domborzat
Területének zöme szavannával borított síkság, amelyet délnyugaton mocsarak tarkítanak. Legmagasabb pontja: egy név nélküli magaslat, 2,8 km-re délkeletre Nepen Diakától, aminek magassága 648 m.
Természeti erőforrások: halászat, foszfát, vasérc.
Saint-Louis és Dakar között a tengerpart homokos, Dakartól délebbre mocsaras.

### Vízrajz
Négy folyó keresztezi az országot keletről nyugatra folyva: a Szenegál (1700 km) északon, a Saloum, a Gambia (750 km) és a Casamance (300 km) délen. Ezek a főbb folyói, ezeken kívül csak kisebb vagy időszakos vízfolyások vannak. Mindegyik nagyobb folyó az Atlanti-óceánba ömlik. A folyói kanyargósak, és széles deltában végződnek.
Egyetlen természetes tava a Guiers-tó, ami az északi országrészben található, a Cap Vert régiót ez látja el ivóvízzel.
A Szenegál folyón két duzzasztógát épült. Az egyik Diama közelében, 1987-ben, sótalanítási céllal, a másik 1988-ban, Manantali közelében, ami elektromos áramot termel.
A Saloum folyón csak időszakosan áramlik nagyobb mennyiségű víz, a kisebb szállítási időszakokban a tengervíz benyomul a folyó medrébe. Hasonló tengervíz beáramlás történik a Gambia folyón is. A Gambia csak kis részben folyik Szenegálon keresztül, nagyobb része Gambiában van.
A közel-keleti Holt-tengernél is sósabb, a sókedvelő baktériumok miatt pirosas vizű Retba-tó a Zöld-foki félszigettől északra, a fővárostól, Dakartól kb. 30 km-re északkeletre található.
Tengerpartjának hossza 531 km.

### Éghajlat
Szenegálban száraz trópusi éghajlat uralkodik. Júliustól októberig délről monszun érkezik az országba és esős évszakot okoz, a száraz évszak novembertől júniusig tart.
Észak-Szenegálban a passzátszél befolyásolja az időjárást. November és március között a harmattan nevezetű szél szárazságot hoz a Szaharából a területre.
Az évi középhőmérséklet áprilisban 40 °C, decemberben 17 °C. Az évi csapadékmennyiség 1500 mm és 500 mm között változik délről északra haladva. Dakarban 18–26 °C van januárban, míg júliusban 24–32 °C.

### Növény- és állatvilág
Háromféle növényzet jellemző: délen erdő, középen szavanna és északon sztyepp.
Szenegálban mintegy 400-féle termeszhangya él, ezek közül néhány faj a mezőgazdasági termelésben nagy pusztítást okoz. Ugyanakkor a termeszek a mélyebb talajból agyagot hoznak a felszínre, és a várak szellőzése oxigént juttat a mélyebb rétegekbe, ami növeli a talaj termékenységét. A termelők gyakran ültetnek növényeket a termeszvárak közelébe, mert ott általában nagyobb termés érhető el.
A termeszvárak helyenként 9 méter magasak, és 15 m mélységig nyúlnak le a talajba.

### Nemzeti Parkok
Az ország területének 11%-a természetvédelmi terület.
- Parc National des Oiseaux du Djoudj
- Parc National de la Langue de Barbarie
- Parc National du Delta du Saloum
- Niokolo-Koba Nemzeti Park (Parc National du Niokolo-Koba) a természeti világörökség része
- Dzsudzs Nemzeti Madárrezervátum a természeti világörökség része

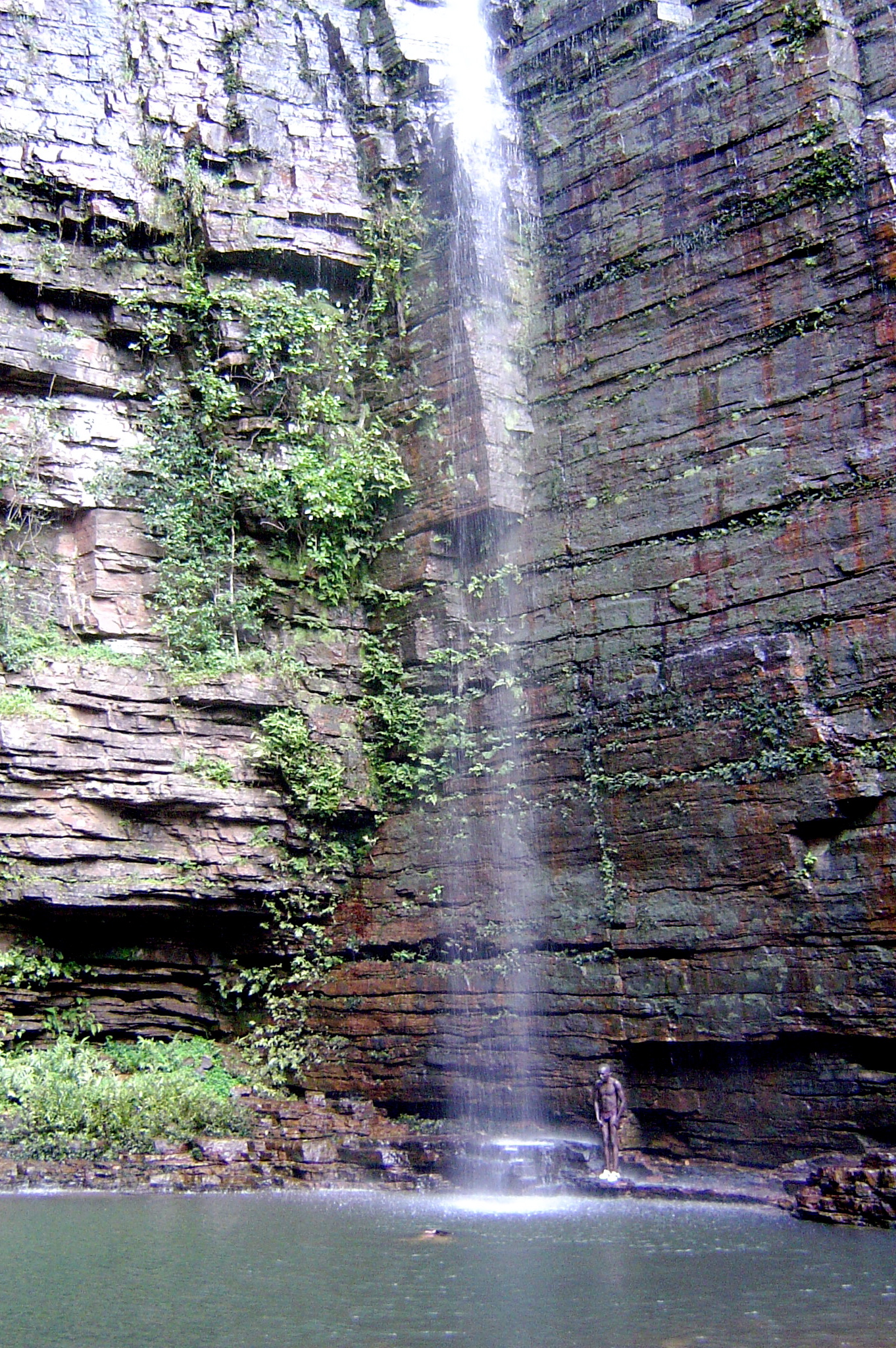
Dindefelo-vízesés a Niokolo-Koba Nemzeti Parkban
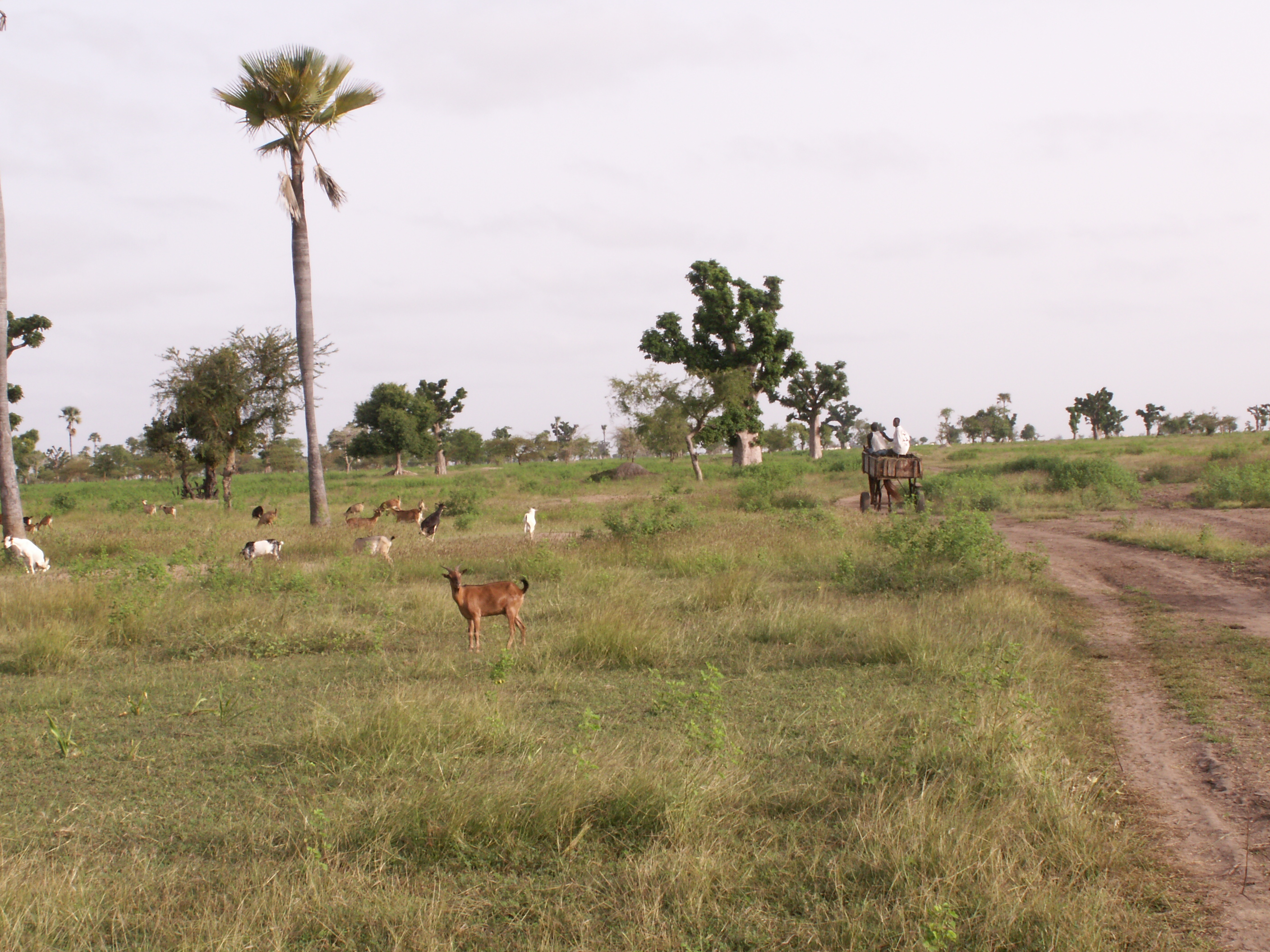
Szavannai tájkép
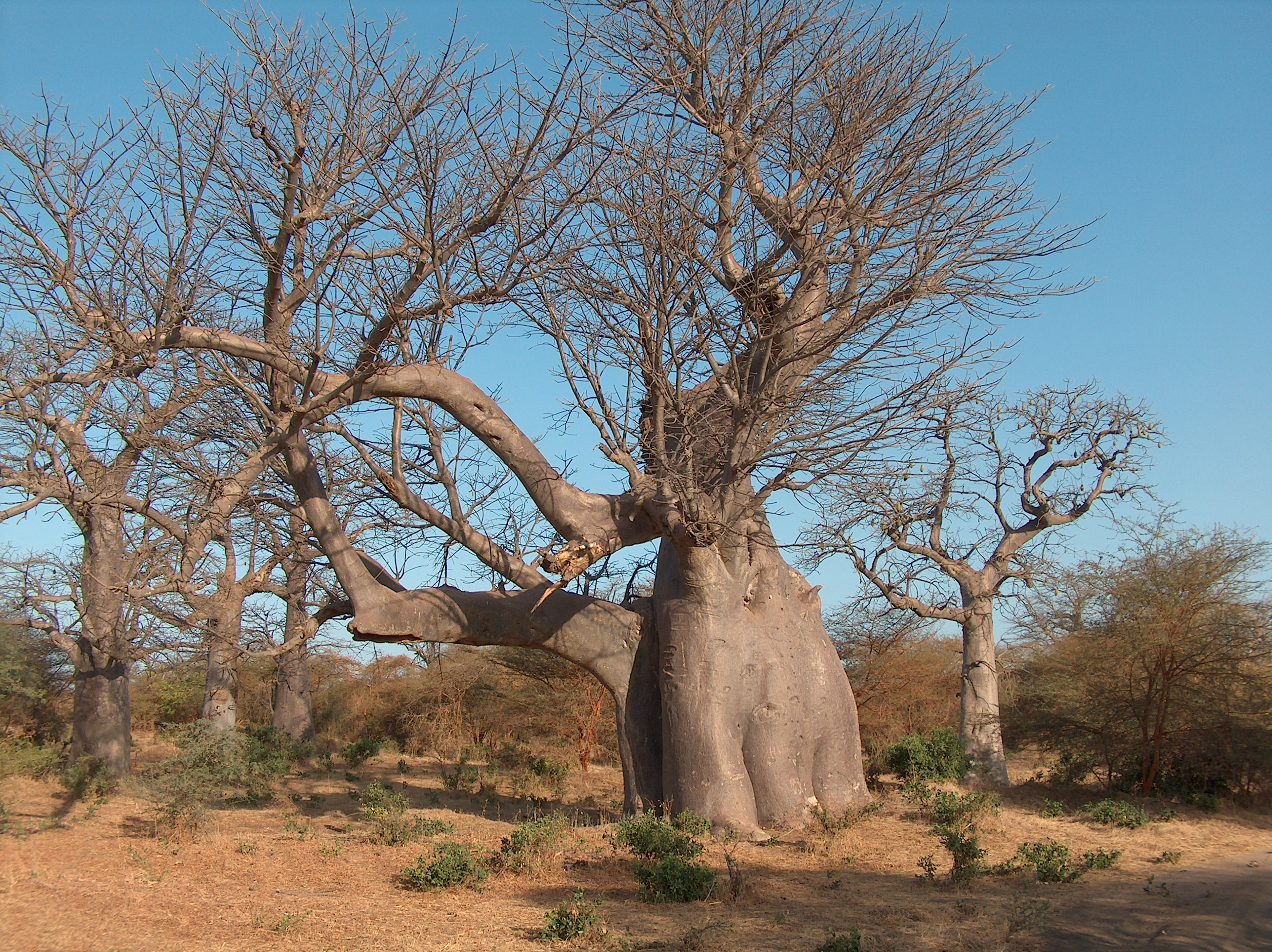
Majomkenyérfa

### Veszélyforrások
Erdőirtás; túlzott legeltetés; talajerózió; elsivatagosodás; időszakos szárazság; szezonális áradás, amikor az alacsonyan fekvő területeket elönti a víz; túlhalászás; gyenge környezetvédelmi törvények; orvvadászattal fenyegetett vadállományok.

## Történelem

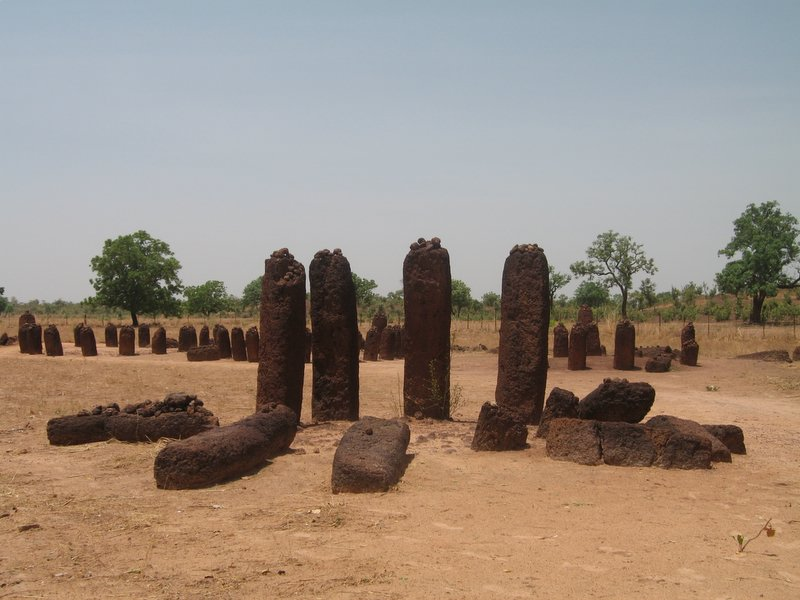
Ősi megalit Kuntaur közelében

Szenegál területén az 1970-es években indultak meg az ásatások, s négy nagyobb, egymástól független, de egyidőben zajló kultúra nyomait tárták fel: kagylóhalmok kultúrája, fémkultúra, megalitkultúra, tumulus-kultúra. A helyi megalitkultúra érdekes párhuzamot sejtet az európaival.
Az ország mai területén élő népek a középkor elején fokozatosan tértek az iszlám hitre, az arabok hatására. Az ország a 14. században előbb a Ghánai Királysághoz, majd a Mali Birodalomhoz tartozott, amelynek királyi székhelye egy időben a mai állam fővárosa, Dakar volt.
Az első európai települések a 16. században létesültek Szenegál területén. A franciák 1659-ben alapították meg Saint-Louis városát, amely a rabszolga-kereskedelem egyik központja lett. 1677-ben holland telepesek érkeztek a vidékre. A tengerpartot ez idő tájt a franciák ellenőrizték.
Szenegál 1758–1779 és 1809-1816 között Nagy-Britannia gyarmata volt. 1883-ban a 4 tengerparti város lakossága francia polgárjogokat szerzett.
Szenegált 1904-ben Francia Nyugat-Afrikához csatolták, amelynek igazgatási központja lett. Szenegál 1958. november 25-től a Francia Közösség autonóm köztársasága, majd 1959. április 4-én csatlakozott a szomszédos Francia Szudánhoz, megalakítva a Mali Államszövetséget, amely 1960. június 20-án elnyerte teljes függetlenségét. Két hónappal később, augusztus 22-én Szenegál kivált, és kikiáltották a független Szenegáli Köztársaságot. Az első elnök Léopold Sédar Senghor lett. Az ő idejétől fogva Szenegál mindig is működő parlamentáris demokrácia volt. 1980-ban Senghor visszavonult, a hatalmát az általa kiválasztott Abdou Dioufnak adta át. Diouf idejében Szenegál jelentős nemzetközi szerepet játszott, aktívan részt vett a különböző békefenntartó műveletekben. Belpolitikája viszont időnként utcai zavargásokba torkollott. 1982 óta a déli Casamance tartományban szeparatista csoportok szórványosan összecsapnak a kormány csapataival.
A kölcsönös egymásra utaltság miatt Szenegál és Gambia 1982-ben megalakította a Szenegambiai Államszövetséget. Ennek keretében a két ország megőrizte teljes szuverenitását és önálló képviseletét a nemzetközi szervezetekben, viszont közösen intézték a védelmi, külügyi, közlekedési és távközlési ügyeket. Az államszövetség 1989-ben feloszlott.
A 2000-ben tartott elnökválasztáson Abdoulaye Wade ellenzéki jelölt legyőzte Dioufot. Ezt követte Szenegál történetében a második békés hatalomátadás és az első olyan, amelyben egyik párt a másiknak adta át a hatalmat. 2007. február 25-én Abdoulaye Wade-t újraválasztották.
Dél-Szenegálban az ún. Casamance régióban vagy másnéven Dzsolaföldön 1982 óta változó mértékű szeparatista konfliktus folyik, amely egy időben kiterjedt Gambia és Bissau-Guinea területére is. Az évtizedek óta zajló villongásoknak már 5000 halottja van A kormány és a szeparatisták ugyan megállapodást kötöttek az autonómiáról, de ezt keményvonalas ellenállók nem fogadják el, továbbá a decentralizáció és önrendelkezés kialakítása nagyon vontatottan halad Szenegálban.

## Államszervezet és közigazgatás

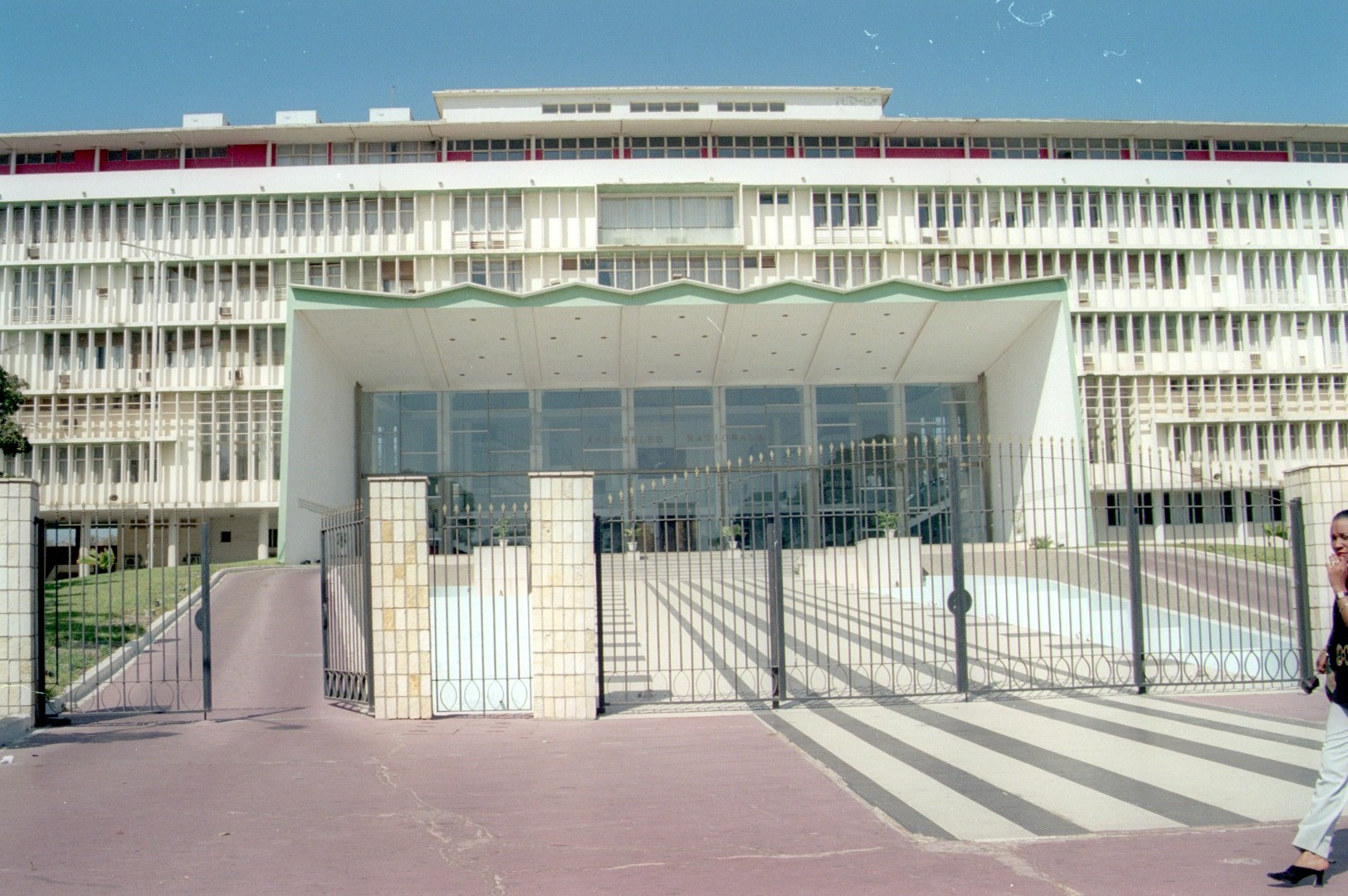
A Nemzetgyűlés (parlament) épülete Dakarban

Szenegál köztársaság, elnöki rendszerrel; az elnököt 2016-tól öt évente választják.

### Törvényhozás, végrehajtás, igazságszolgáltatás
Kormány, Parlament, Bíróság

### Közigazgatási beosztás

Szenegál adminisztratív régiói és körzetei

Az ország 14 régióra van felosztva, melyek a következők:
|  | - Dakar - Diourbel - Fatick - Kaffrine - Kaolack - Kédougou - Kolda - Louga - Matam - Saint-Louis - Sédhiou - Tambacounda - Thiès - Ziguinchor |

## Nemzeti jelképek

### Zászló
A zászló három függőleges és egyenlő sávból áll, ami zöld, arany és vörös színű. Zöld színnel, az arany szalag közepén egy ötágú csillag található.
A muszlimok számára a zöld a próféta zászlajának színe. A keresztények számára ez a remény szimbóluma. Az animisták számára ez a termékenység szimbóluma.[forrás?] Az arany a gazdagság jele, a munkát jelenti. Ez a szenegáli nemzet második célja. Az arany - sárga - ugyanakkor a művészetek és az irodalom színe; a szellem színe. A vörös emlékeztet a vér színére, az élet színére.
A csillag gyakori jel a fekete-afrikai szimbolikában. Öt ága van, hogy Szenegál megnyíljon öt kontinens felé. A mennyet és ezért a szellemi értékeket képviseli, különösen egy olyan nép körében, aki nem csak rizzsel és kenyérrel él. A zöld, különösképpen a Szenegáli Köztársaság Fiatal Függetlensége által kifejtett remény jelzése.

### Címer
Szenegál címere egy függőlegesen osztott pajzs, amelynek bal oldala vörös színű, rajta egy sárga, ágaskodó oroszlánnal. A jobb oldala sárga színű, benne egy majomkenyérfa, valamint az alatt egy vízszintesen hullámos zöld sáv. A felső rész közepén zöld színű, ötágú csillag van. A pajzsot koszorú veszi körül, amelyet egy fehér színű szalag fog át. A szalagon az ország mottója olvasható: „Un Peuple, Un But, Un Foi” (Egy nép, egy cél, egy hűség).
Az oroszlán az észak-szudáni etnikai csoport gyakori szimbóluma, amelyhez a szenegáliak nagy része tartozik. A francia jelenlét előtt a hatalom szimbolikus állata volt. A király a király-oroszlán-napisten volt. Utána a szenegáli állam hivatalos állata lett.
Katonai védelemre nagyjából a GDP 1,5%-át költik.

## Népesség

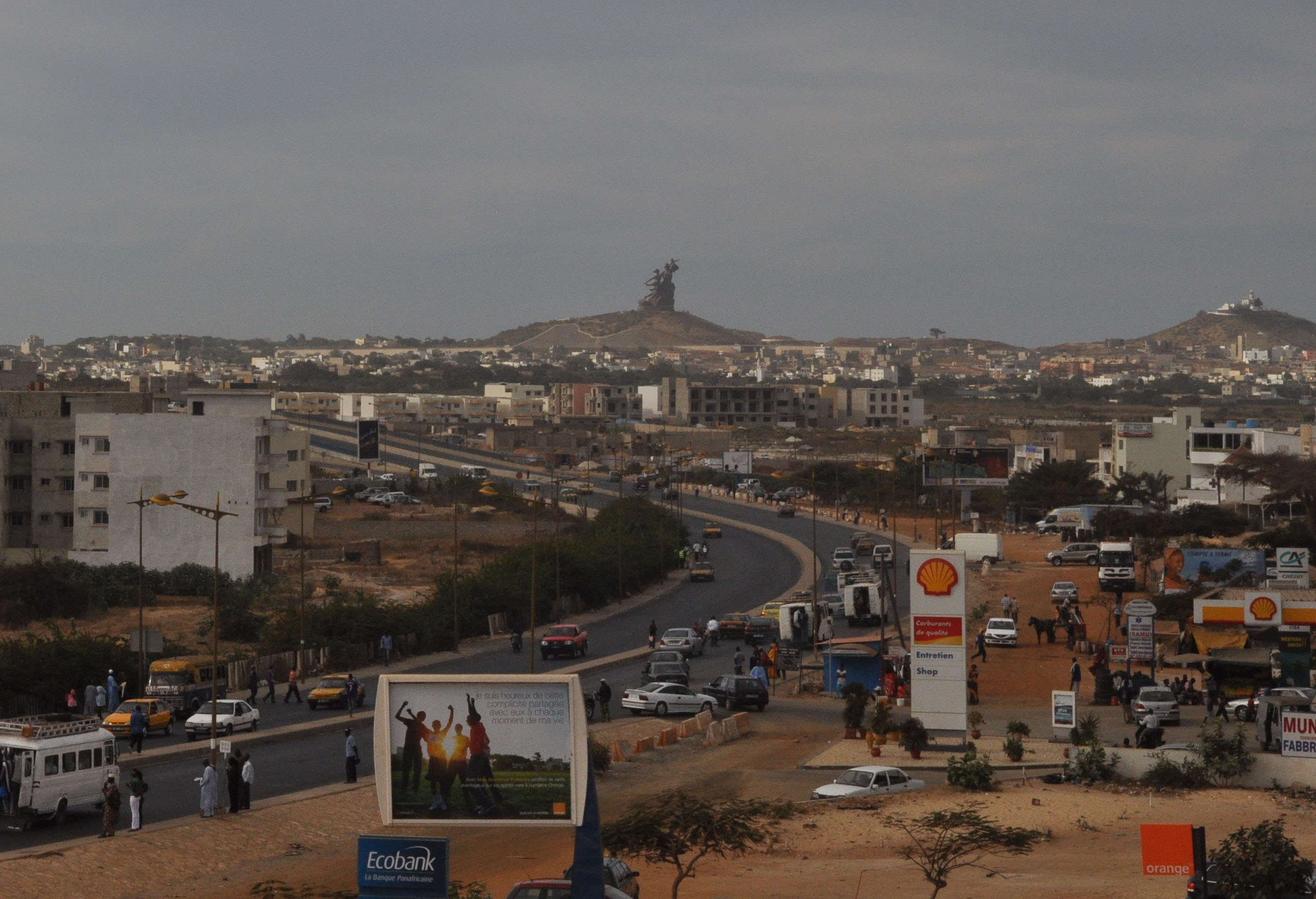
Mamelles

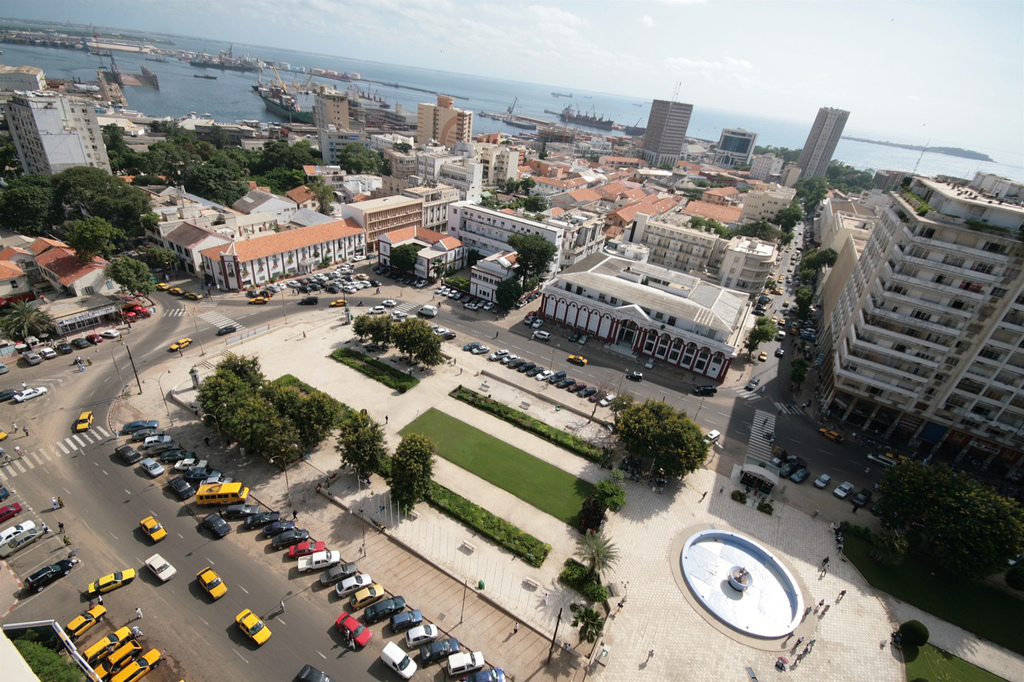
Dakari városkép

### Általános adatok
- Népességnövekedés üteme: 2,4% (2017).[18]
- A születéskor várható élettartam (2020): 63,2 év (férfiak: 61,1 év, nők: 65,4 év).[18]
- 15 éves kor felettiek 57,7%-a tud írni és olvasni (2015)[18].

### Népességének változása
| Lakosok száma | 3 177 737 | 3 754 429 | 4 485 775 | 5 289 871 | 6 246 065 | 7 749 606 | 9 164 050 | 10 673 535 | 12 586 827 | 16 876 720 |
|               | 1960      | 1966      | 1972      | 1978      | 1984      | 1991      | 1997      | 2003       | 2009       | 2021       |

### Legnépesebb települések
- Dakar: a főváros és a legfontosabb kikötőváros Szenegálban. Az Atlanti-óceánba benyúló félszigeten helyezkedik el.

### Nyelvi megoszlás
Az országban a hivatalos nyelv a francia. A legtöbb ember a saját etnikai nyelvét is beszéli, de az általánosan használt közvetítő nyelv a volof. Sokan beszélik a pulár, a szerer, a dzsola, a mandinka nyelvet is.
Az angolt idegen nyelvként tanítják a középiskolákban és számos posztgraduális képzési programban.

### Etnikai megoszlás
Szenegálban sokféle etnikai csoport létezik, közülük a volofok teszik ki a legnagyobb csoportot kb. 37–43%-kal.
Egyéb etnikumok: 24-26% – a fulbe, 15-17% – a szerer; további kisebb népcsoportok: a diola, malinke, szoninke, egyéb.

### Vallási megoszlás
A lakosság 96% szunnita muszlim, 4% keresztény (főleg római katolikus).

### Kivándorlás
Szenegál egykor a gazdasági bevándorlók célországa volt, de az utóbbi években más nyugat-afrikai migránsok tranzitpontként használják Szenegált Észak-Afrikába – és onnan gyakran illegálisan tovább Európába. Az ország több ezer fekete mauritániai menekültnek is otthont ad azóta, hogy a Szenegállal folytatott 1989-es határkonfliktus során kiutasították őket hazájukból.
Az ország gazdasági válsága az 1970-es években ösztönözte a kivándorlást; az 1990-es években ez felgyorsult. A kivándorlók a virágzó olajipar miatt gyakran Líbiába, valamint a fejlett európai országokba (leginkább az egykori gyarmatosító Franciaországba, valamint Olaszországba és Spanyolországba) kerültek.

## Gazdaság
Az ország bruttó nemzeti összterméke (GDP) a Világbank várakozásai szerint 6,9%-kal nőhet 2018-ban, ezzel a növekedési ütemmel az adott évben a világ nyolc leggyorsabban fejlődő gazdaságai közé tartozik.
Szenegál gazdaságát a bányászat, az építőipar, az idegenforgalom, a halászat és a mezőgazdaság hajtja, amelyek a vidéki területek elsődleges foglalkoztatási forrásai. Az ország legfontosabb exportipara a foszfátbányászat, a műtrágya-előállítás, a mezőgazdasági termékek és a kereskedelmi halászat. Szenegál olajkutatási projekteken is dolgozik. Nagyban támaszkodik az adományozók segítségére, pénzátutalásokra és a közvetlen külföldi befektetésekre. Szenegál 7%-os növekedési rátát ért el 2017-ben, részben a mezőgazdaság erőteljes teljesítményének köszönhetően, a rendszertelen esőzések ellenére.
A reformpolitikai menetrend alapján 2012 márciusában megválasztott Macky Sall elnök magas energiaköltségekkel, kihívásokkal teli üzleti környezettel és a túlköltekezés kultúrájával rendelkező gazdaságot örökölt. Sall elnök egy ambiciózus gazdasági tervet, feltörekvő szenegáli tervet mutatott be, amelynek kiemelt célja a gazdasági reformok és beruházási projektek végrehajtása a gazdasági növekedés fokozása érdekében, a makrogazdasági stabilitás és az adósság fenntarthatóságának megőrzése mellett. A bürokratikus szűk keresztmetszetek és a kihívásokkal teli üzleti légkör azok közé az örökös kihívások közé tartoznak, amelyek lassíthatják e terv végrehajtását.
Szenegál technikai támogatást kap az Nemzetközi Valutaalaptól a Policy Support Instrument keretében. A PSI végrehajtása kielégítő, amit az IMF 2017. decemberi 5-i felülvizsgálata lezárt. A pénzügyi piacok 2014-ben, 2017-ben és 2018-ban is sikeres eurókötvény-kibocsátások révén bizalmat jeleztek Szenegálban.
A kormány 19 projektre összpontosít. A legfontosabb projektek közé tartozik a Thiès-Touba autópálya, a 2017 decemberében megnyílt új nemzetközi repülőtér és az energetikai infrastruktúra korszerűsítése.
A villamos energia költsége legfőbb korlátja Szenegál fejlődésének. A villamosenergia-árak Szenegálban a világ legmagasabbjai között vannak. A Power Africa, az USAID által vezetett amerikai elnöki kezdeményezés támogatja Szenegál terveit a megbízhatóság javítására és a termelési kapacitás növelésére.

### Gazdasági ágazatok
A nemzeti össztermék (GDP) bevételeinek aránya: (2017-es becslés)
- Mezőgazdaság: 16,9%
- Ipar: 24,3%
- Szolgáltatások: 58,8%
- Mezőgazdaság

A Kanári-hidegáramlás következtében éghajlata kedvező a mezőgazdasági termelés számára. Földjein az alábbi termékeket termesztik: földimogyoró, köles, kukorica, cirok, rizs, pamut, paradicsom, zöldségek.
Szarvasmarhát, baromfit és sertést tenyésztenek. Sokan a halászatból élnek.
Művelhető az ország területének 17,4%-a (2011-es becslés). Öntözött terület 1200 km² (2012-es becslés).
- Ipar:

Értékes ásványkincsei a foszfát, a titán, a vasérc és a kőolaj. A szerény ipar a fővárosban összpontosul (kőolaj-finomító, növényolajgyár, halfeldolgozó, műtrágyagyár).
Fő ágazatok: élelmiszer- és halfeldolgozás, foszfátbányászat, műtrágyagyártás, kőolaj-finomítás, aranybányászat, építőipar, hajók építése és javítása.

#### Külkereskedelem
Exportcikkek: hal, földimogyoró, kőolajtermékek, foszfát, gyapot.
Importtermékek: élelmiszer, italok, közszükségleti cikkek, iparcikkek, üzemanyag.
Főbb kereskedelmi partnerek 2019-ben:
- Import:  Kína 17%,  Franciaország 11%, Belgium 7%, Oroszország 7%, Hollandia 7%
- Export:  Mali 22%,  Svájc 14%, India 9%, Kína 7%

## Közlekedés

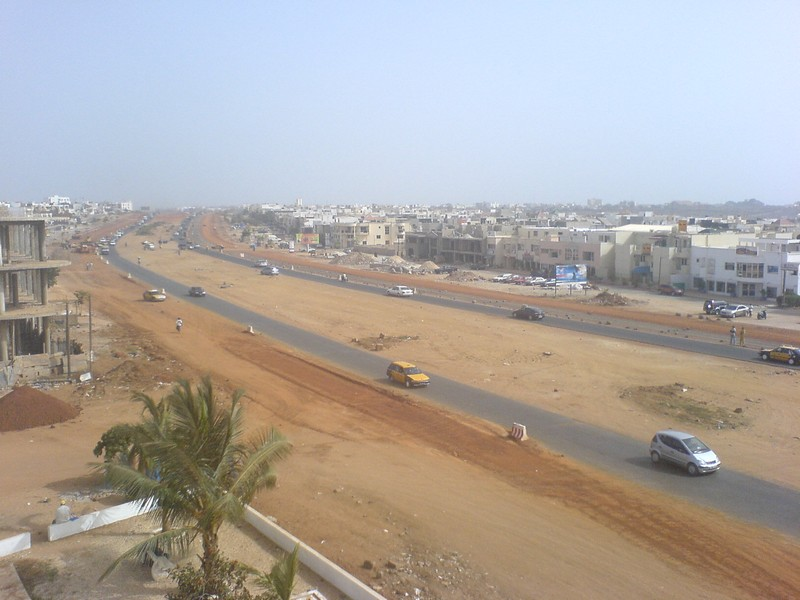
Dakar egyik útja

### Szárazföldi közlekedés
- Vasúthálózat hossza: 1230 km. Bővebben: Szenegál vasúti közlekedése.
- Közúthálózat hossza:  16 665 km. Ebből szilárd burkolatú 6126 km. (2017-es adatok)

Szenegálon belül a leggyorsabb és legbiztonságosabb közúti közlekedési mód a sept-place taxi. Olcsóbb választás, de kevésbé megbízható a minibusz (grand car), amiben 30-40 ember utazik, és akkor indul el, amikor megtelik. Ez többnyire reggel 8 óra előtt van.
A car mouride busz szolgáltatást a Mouride Testvériség finanszírozza, ez valamivel megbízhatóbb, de lassabb összeköttetést biztosít a nagyobb települések között Szenegálban.

### Vízi közlekedés
Kikötők száma: 7 (a legfontosabb Dakar). Dakarnak van az egyik legnagyobb mélytengeri kikötője a nyugat-afrikai partok mentén.
Az országban kb. 1000 km viziút hajózható (főleg a Szenegál, a Saloum és Casamance folyókon)

### Légi közlekedés
Repülőterek száma: 20, ebből 9 rendelkezik szilárd burkolattal. A 3000 m feletti hosszúságú pályák száma: 2 db.
Dakarból rendszeres repülőjáratok indulnak az afrikai fővárosokba, nagyvárosokba, továbbá Párizsba.

## Kommunikáció
A mobil elérés 2019 márciusában elérte a 108%-ot; a mobil szélessávú internet-hozzáférések közel 97,2% -át teszik ki; 3G és LTE szolgáltatások a lakosság 50%-ának; a szabályozó deaktivált mintegy 5 millió nem regisztrált SIM-kártyát (2020).
Országon belül: általában megbízható városi rendszer száloptikai hálózattal; az összes vezetékes kapcsolat kétharmada Dakarban van; a mobil-mobil szolgáltatás a városi területeken folyamatosan kiszorítja a vezetékes szolgáltatást.
Nemzetközi: országkód - 221; csatlakozási pontok az ACE, az Atlantis-2, a MainOne és a SAT-3 / WASC tenger alatti kábelekhez, amelyek összeköttetést biztosítanak Dél-Afrikából, számos nyugat-afrikai országból, Európából és Dél-Amerikából; műholdas földi állomás - Intelsat (Atlanti-óceán) (2019-es adatok).

### Egyéb telekommunikációs adatok
| Hívójel prefix | 6V-6W |
| ITU zóna       | 46    |
| CQ zóna        | 35    |

## Kultúra
- Dakar: Az esős évszakon kívül minden héten rendeznek valamilyen kulturális rendezvényt.  Dak’Art Biennale kétévente tartott művészeti fesztivál. Festival International du Film de Quartier filmfesztivál.
- Saint-Louis: az első francia település Afrikában (1659). Saint-Louis Jazz Festival.

### Oktatási rendszer
Írás-olvasás: (2017-es becslés)
- Teljes népesség: 51,9%
- férfiak: 64,8%
- nők: 39,8%

### Kulturális intézmények

#### Kulturális világörökség
A kulturális világörökségnek három szenegáli helyszín a része:
- Gorée-sziget Dakar közelében;
- Saint Louis szigetén a hasonló nevű város óvárosa (a mai város már nem fér el a szigeten);
- A szenegambiai kőkörök (Gambiával közös).

### Művészetek
Az 1960-as években nagy befolyást jelentett a szenegáli zenei életre a kubai zene, többek között a salsa stílus. Hasonló befolyással bír a griots (volof nyelven: gewel), ami Nyugat-Afrika hagyományos istentiszteleti énekstílusa.

### Gasztronómia

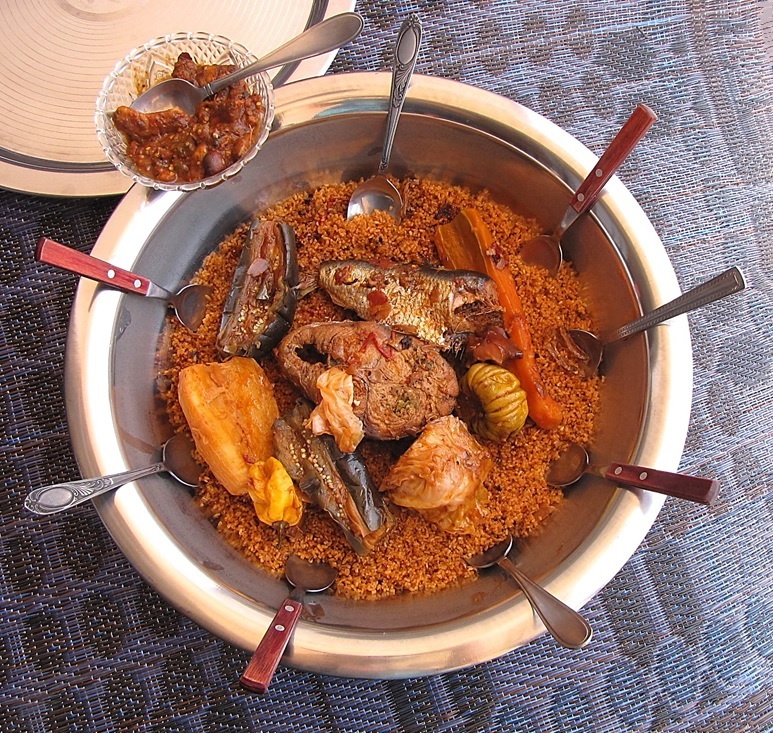
chebu jën (thieboudienne)

A szenegáli konyha a nyugat-afrikai gasztronómia része és észak-afrikai, francia, illetve portugál befolyás alatt áll. Mivel a lakosság zöme iszlám vallású, ezért a sertéshús sehol nincs jelen a térségben. A volt gyarmattartó Franciaországban, illetve más (főleg francia kötődésű) területeken a szenegáli kivándorlók éttermek formájában elterjesztették hazájuk konyhájának sajátosságait. Szenegál konyhája ugyanakkor nagy hatással van az általa körülvett Gambia gasztronómiájára.
Tengerpartja révén a hal meghatározó alapanyag. A nemzeti étel a chebu jën (thieboudienne) amely rizsből és halból készül; a halat petrezselyemmel, citrommal, fokhagymával, hagymával és gyógynövényekkel pácolják, majd később paradicsompürével és különféle zöldségekkel, például salátával, káposztával és sárgarépával főzik össze.
A szárazföldi élelmiszer tekintetében a baromfi- és bárányhús, borsó, tojás és marhahús az alapvetők. Elsődleges mezőgazdasági termény még a földimogyoró. A különféle zöldségek számos ételrecept részei. Elterjedt étel itt is a kuszkusz, melynek egyik változata chere kölesből készül, s elterjedt Gambiában és Mauritániában is. Egyéb alapanyagok az édesburgonya, rizs és feketeszemű borsó.
A húsokat és zöldségeket gyakran pácolják fűszerekkel, az étkezésnél pedig rizshez vagy kuszkuszhoz tálalják.
Gyümölcsleveket hibiszkuszból és gyömbérből állítanak elő. Préselnek továbbá majomkenyérfagyümölcsből, mangóból és más trópusi gyümölcsökből. Bizonyos levek francia eredetűek, de az alapanyaguk helyi.
A desszerteknek széles és gazdag a választéka. Ilyen többek között a tiszkusz nevű kuszkusz-puding. Az egyéb édességek többsége francia eredetű, amelyet kiegészítenek helyi alapanyagok, pl. az utcai árusoknál gyakran kapható cinq centimes. Gyakran friss gyümölcslevekkel szolgálják fel az édességet és hagyományosan kávé vagy tea követi azokat. A legnépszerűbb teafajta az attaja, amit rituális módon fogyasztanak.

## Turizmus

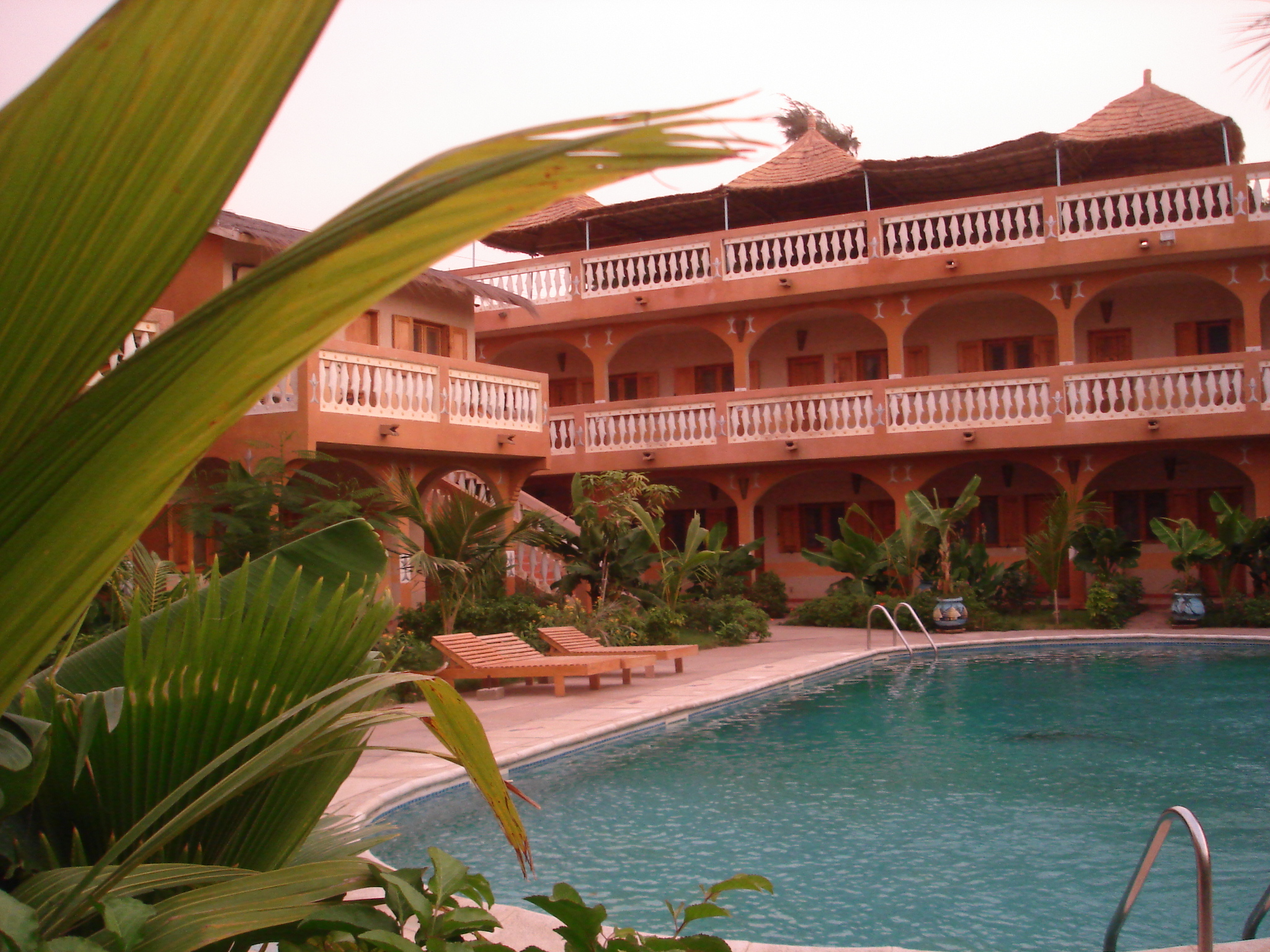
Szálloda a tengerparti Saly városában

Szenegál a metrikus rendszert használja. Lakossági elektromos hálózata 220 V, 50 Hz-es; a fali elektromos csatlakozók két kerek csatlakozót alkalmaznak, ami az Európában megszokottnak felel meg.
Időzóna: GMT (=UTC). Nyári időszámítást nem alkalmaznak.
Vízum nem szükséges Magyarországról (2022).
A turizmus szempontjából a ramadán 30 napos időszaka kedvezőtlen. Ilyenkor zárva tartanak az éttermek és a bárok. Ilyenkor nincsenek élő zenei koncertek sem.

### Főbb látnivalók
- Dakar
- Afrikai újjászületés emlékműve
- Île de Gorée (Gorée-sziget)
- Saint-Louis
- Basse Casamance Nemzeti Park és a Casamance régió
- Niokolo-Koba Nemzeti Park (víziló, elefánt, oroszlán)
- Petite Cote tengerpartja és a Siné-Saloum Delta
- A prehisztorikus kőkörök

### Betegségek
Az országban alacsony a HIV fertőzöttek aránya (0,4%) (2018-as becslés).
Nagyon magas a kockázat mértéke az alábbi betegségekre:[forrás?] (2020-as becslés)
- élelmiszerrel vagy vízzel terjedő betegségek: bakteriális és protozoon hasmenés, májgyulladás és tífusz
- malária és dengue-láz
- vízzel terjedő betegségek: schistosomiasis
- állatkontaktus: veszettség
- légzőszervi betegségek: meningococcusos agyhártyagyulladás

## Sport

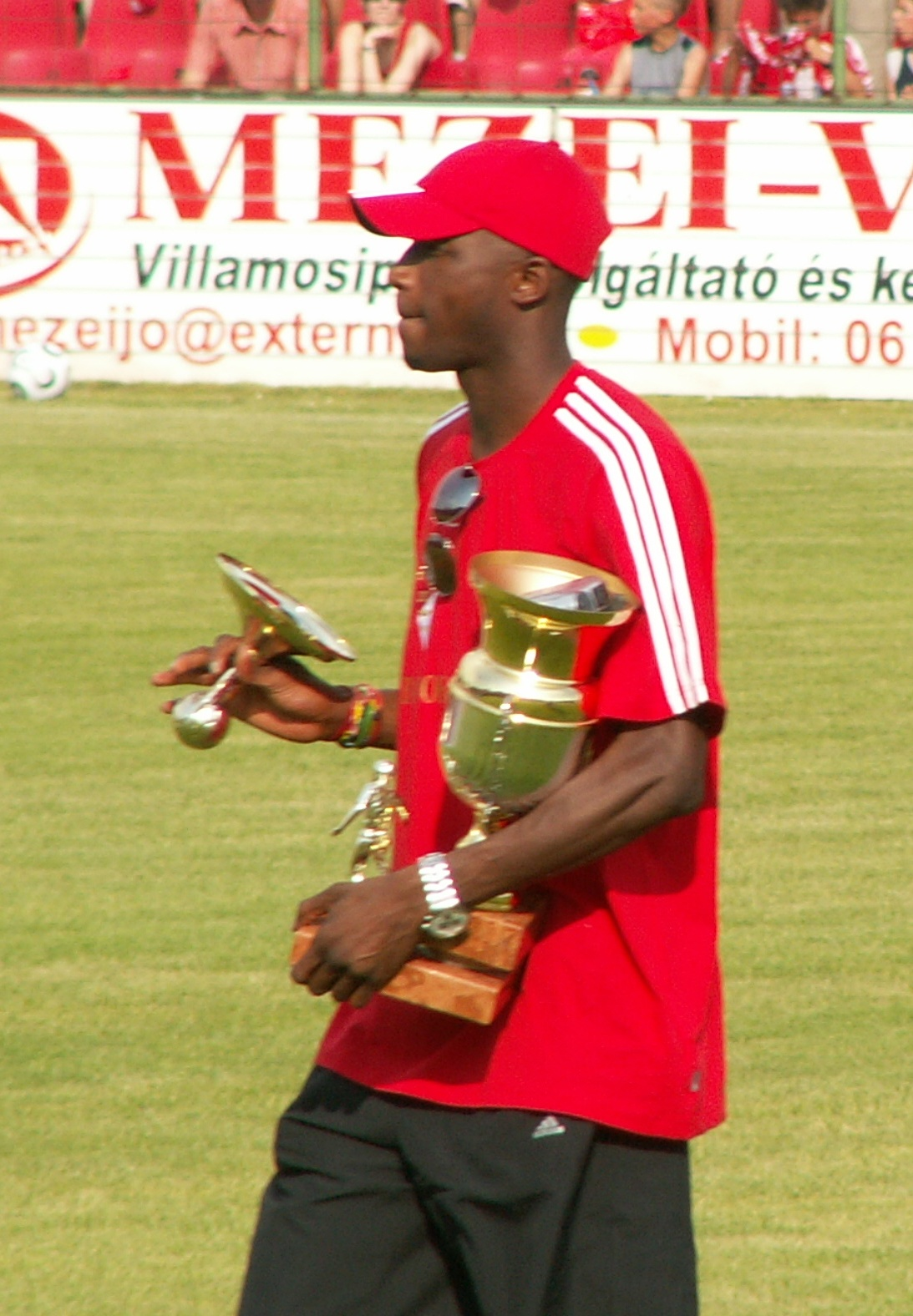
Ibrahima Sidibe, a szenegáli labdarúgó-válogatott csatára a Debreceni VSC volt sportolója

### Labdarúgás
Az országban a labdarúgás a legnépszerűbb sport. 2002-ben a válogatott bejutott az Afrika-kupa döntőjébe, ahol Kamerunnal szemben maradt alul. Ugyanebben az évben a japán-dél-koreai világbajnokságon a csapat az első meccsén legyőzte a világbajnoki címet védő francia csapatot, majd egészen a legjobb nyolc válogatott közé jutott. A 2018-as világbajnokságon a csoportkörben 2-1-re legyőzte Lengyelországot, története során először.

## Ünnepek
Nemzeti ünnepek:
Minden muszlim ünnepet megtartanak, és mivel ezek általában a holdhónaphoz kapcsolódnak, ezért mozgó ünnepek, a konkrét dátumot a kezdetük előtt csak pár nappal jelentik be. A keresztény ünnepeket is hasonlóképpen megtartják.
| Dátum         | Ünnep                    |
| ------------- | ------------------------ |
| Január 1.     | Újév                     |
| változó       | iszlám újév              |
| Április 4.    | A függetlenség napja     |
| változó       | húsvéthétfő              |
| változó       | húsvét utáni 7. vasárnap |
| Május 1.      | a munka ünnepe           |
| Augusztus 15. | Mária mennybemenetele    |
| változó       | A ramadán vége           |
| November 1.   | mindenszentek napja      |
| változó       | a próféta születésnapja  |
| December 25.  | karácsony                |